# 上海 (西弗吉尼亚州)
上海（英語：Shanghai）是美国西弗吉尼亚州伯克利县的一个非建制地区。小镇坐落在领先岭和北山之间的后溪谷。上海位于西弗吉尼亚7号干线（后溪谷线）和18号干线的交汇处。
这个社区是以当地一家木材公司——上海制造协会的名字命名的。上海的鲍德温·格兰瑟姆住宅是被列入国家史迹名录的历史建筑。